# Chimarra robynsi
Chimarra robynsi är en nattsländeart som först beskrevs av Jacquemart 1967.  Chimarra robynsi ingår i släktet Chimarra och familjen stengömmenattsländor. Inga underarter finns listade i Catalogue of Life.